# 아카기 (포함)
아카기(赤城)는 일본 제국 해군의 포함으로, 마야형 포함의 4번함이다. 함 이름의 유래는 아카기 산(赤城山)에서 따온 것이다.

## 개요
오노하마 조선소에서 1890년 8월 20일에 준공하여, 8월 23일 제1종으로 결정된다. 동형의 3함과 달리 강철 선체 구조로 만들어졌다.
청일 전쟁의 황해 해전, 다롄, 뤼순, 웨이하이 공략 작전 등에 참가하였다. 황해 해전 당시의 군령부장 가바야마 스케노리가 좌승한 수송선 ‘사이쿄마루’(西京丸)를 지켜낸 것으로 유명하다. 이 때 청나라 함대의 집중 포화를 받아 함장 사카모토 하치로타는 전사했고, 항해장의 사토 데쓰타로가 부상을 당했고, ‘아카기’도 큰 손상을 당했다. (황해 해전에서의 아카기의 분전 모습을 바탕으로 ‘사카모토 소령’(아카기 분전)이라는 군가가 만들어지기도 했다.)
1898년 3월 21일에 이등포함으로 분류되었고, 그해 의화단의 난, 러일 전쟁에 참가하였다. 러일 전쟁에서 여순항 포위, 사할린 전투 등에 참가했다. 1904년 5월 18일 뤼순 앞바다에서 포함 ‘오시마’와 충돌 사고를 일으켜 ‘오시마’를 침몰시켜 버렸다.
1911년, 퇴역시킨 후 이듬해 3월경에 가와사키 기선(川崎汽船)에 매각되어 상선 ‘아카기마루’(赤城丸)가 되었다. 이때 상당히 개조되어 포함으로서의 이전 시대의 모습은 거의 없어졌다. 그러나 뱃머리에 장착된 충각만은 그대로였다고 한다. 1921년 무렵 재판매가 되어, 아마가사키 기선(尼崎汽船) 소유의 선박이 되었고, 1945년 태풍으로 침몰했다. 다시 건져 올리기는 했지만, 1946년 1월 비산세토에서 기뢰와 충돌해 또 다시 침몰되었다. 다시 부양되어 사용되었지만, 1953년 노후화로 인해 오사카에서 해체되었다. 이때 함 나이는 무려 63년에 이르렀다.

## 함장
일본해군사(日本海軍史) 재9권, 제10권의 장관내력과 관보를 근거로 하면 다음과 같다.
- 朝枝惟一 소좌：1889년 8월 2일 - 1891년 7월 23일
- 우류 소토키치 소좌：1891년 7월 23일 - 12월 14일
- 舟木錬太郎 소좌：1891년 12월 14일 - 1892년 12월 21일
- 井上良智 소좌：1892년 12월 21일 - 1893년 9월 12일
- 데와 시게토 소좌：1893년 9월 12일 - 1894년 5월 5일
- 坂元八郎太 소좌：1894년 5월 5일 - 9월 17일戦死
- 나시바 도키오키 소좌：1894년 9월 19일 - 9월 21일
- 早崎源吾 소좌：1894년 9월 21일 - 1895년 8월 20일
- 餅原平二 소좌：1895년 8월 20일 - 10월 14일
- 橋元正明 소좌：1895년 10월 14일 - 12월 27일
- 丹治寛雄 소좌：1895년 12월 27일 - 1896년 9월 21일
- 武富邦鼎 소좌：1897년 2월 18일 - 1898년 6월 1일
- 荒木亮一 중좌：1898년 6월 1일 - 7월 19일
- 玉利親賢 중좌：1898년 9월 1일 - 1899년 5월 24일
- 坂本一 중좌：1899년 6월 17일 - 10월 13일
- 上原伸次郎 중좌：1899년 10월 13일 - 1900년 9월 25일
- 毛利一兵衛 중좌：1901년 5월 9일 - 1902년 6월 5일
- 藤本秀四郎 중좌：1903년 12월 28일 - 1904년 6월 19일
- 江口麟六 중좌：1904년 2월 6일 - 1905년 5월 8일
- 羽喰政次郎 중좌：不詳 - 1906년 8월 30일
- 上村翁輔 중좌：1906년 8월 30일 - 1907년 2월 28일
- 中島市太郎 중좌：1907년 2월 28일 - 7월 1일
- （兼）水町元 중좌：1907년 7월 1일 - 7월 12일
- 水町元 중좌：1907년 7월 12일 - 1908년 1월 10일
- 町田駒次郎 중좌：1908년 1월 10일 - 9월 25일]]
- 大島正毅 중좌：1908년 9월 25일 - 1909년 12월 1일
- 中島源蔵 중좌：1909년 12월 1일 - 1910년 12월 1일

## 참고자료
- 海軍歴史保存会『日本海軍史』제7권, 제9권, 제10권, 第一法規出版、1995년